# Pete Wishart
Peter Wishart (né le 9 mars 1962) est un musicien folk et un homme politique du parti national écossais qui est député de Perth et Nord Perthshire depuis 2005 après avoir été député de North Tayside de 2001 à 2005.
Wishart est actuellement le leader de l'ombre du SNP à la Chambre des communes et le président du comité spécial des affaires écossaises. Il a auparavant été porte-parole du SNP à Westminster pour la Constitution et pour la culture et le sport et whip en chef. Il est également un ancien claviériste des groupes de rock celtique écossais Runrig et Big Country.

## Jeunesse
Né à Dunfermline en 1962, Wishart fait ses études au Queen Anne High School Dunfermline et au Moray House College, à Édimbourg . Wishart vit à Perth et a un fils. Wishart est un travailleur communautaire qualifié et a été directeur de l'organisme de bienfaisance Fast Forward qui promeut des modes de vie sains pour les jeunes. Il est membre du comité de campagne Scotland Against Drugs et contribue à de nombreux forums nationaux sur le problème des drogues au sein de la société écossaise.
Son frère, Alan Wishart est également musicien et joue de la basse ,.

## Musique
Wishart est pendant 15 ans, membre du groupe écossais Runrig, et est le premier député à être apparu dans l'émission de télévision Top of the Pops, même s'il n'était pas député au moment de cette apparition.
Le premier groupe majeur de Pete Wishart est Big Country qu'il rejoint au début des années 1980, avec son frère Alan . Big Country est alors en première partie pour la tournée d'Alice Cooper . L'animateur de Big Country est Stuart Adamson, lui-même originaire de Dunfermline. Adamson affirme que les premiers Big Country ont été rejetés de la tournée d'Alice Cooper pour "être trop bizarre" .
Après le départ de Richard Cherns en février 1986, Wishart rejoint Runrig. Wishart est un interprète sur sept des albums studio de Runrig, de The Cutter and the Clan (1987), à son dernier The Stamping Ground (2001). Il apparaît également sur plusieurs albums live de Runrig. La période de présence de Wishart dans le groupe coïncide avec leur inscription au label Chrysalis Records, et leur période commerciale la plus réussie à la fin des années 1980 et au début des années 1990. Wishart n'est pas le seul membre politique du groupe - l'ancien chanteur Donnie Munro est devenu un candidat du Parti travailliste.
Wishart est membre fondateur du groupe de rock parlementaire MP4. Les autres membres sont Ian Cawsey (en) (guitare basse et chant), Greg Knight (batterie) et Kevin Brennan (guitare et chant).

## Chambre des communes
Il est élu pour la première fois à la Chambre des communes aux élections générales de 2001, prenant l'ancien siège de John Swinney à Tayside North. Depuis son arrivée à Westminster, il occupe le poste de whip en chef du SNP, poste dans lequel il exhorte le gouvernement à obtenir de plus grands droits parlementaires, comme une meilleure représentation dans les comités, tant pour le SNP que pour d'autres petits partis politiques. Il fait également campagne pour la prolongation de la durée du droit d'auteur et est vice-président du groupe parlementaire multipartite sur la propriété intellectuelle.
À la suite de la réduction du nombre de députés écossais à Westminster, l'ancienne circonscription de Wishart est abolie lors d'une révision des frontières et lors des élections générales de 2005, il remporte la nouvelle circonscription de Perth et North Perthshire pour le SNP avec une majorité de 1 521 voix sur Douglas Taylor des conservateurs. La circonscription de Perth et North Perthshire englobe l'Est et les Highland Perthshire, la ville de Perth et le Carse of Gowrie.
En janvier 2015, Wishart obtient et lance un débat sur la Réforme de la Chambre des Lords .
Politiquement, il est connu pour avoir fait campagne pour démolir l'hôtel de ville classé de Perth, datant de 1911, et le remplacer par une place ouverte. Il décrit le bâtiment comme "inutilisé, mal aimé et de moins en moins bienvenu", "un bâtiment dont le temps est passé", et déclare: "Une place de la ville nous permettra d'attirer les visiteurs, d'agrandir notre quartier des cafés, d'organiser des événements en plein air et de organiser des événements civiques et communautaires. Chaque ville a besoin d'un espace civique et nous devons nous assurer que nous aurons bientôt le nôtre. " ,.
À la suite des élections générales de 2015, il préside le comité spécial des affaires écossaises ,. Lors des élections générales de 2017, il conserve son siège à une majorité très faible, battant le conservateur Ian Duncan par seulement 21 voix ,. Le Daily Telegraph décrit la victoire de Wishart comme "un rare moment lumineux pour les nationalistes" lors d'une élection qui a vu le vote du SNP chuter et les partis pro-union remporter 21 sièges .
Wishart déclare publiquement en septembre 2017 que parce que les électeurs étaient «fatigués du changement constitutionnel», il ne devrait pas y avoir de deuxième référendum sur l'indépendance de l'Écosse pour ce parlement, mais que le SNP devrait demander un mandat pour un nouveau, lors des élections au parlement écossais de 2021 . En octobre 2017, Wishart déclare lors d'une conférence de l'Institut des affaires économiques que le fédéralisme pour le Royaume-Uni devrait être accueilli «dans le cadre de cette conversation» en Écosse, bien qu'il ait souligné que le fédéralisme ne verrait pas l'Écosse «égale à une région d'Angleterre» .
En février 2018, il prévient que le SNP risquait de s'aliéner les électeurs écossais qui avaient voté «Leave» lors du référendum de 2016 sur l'adhésion à l'Union européenne. Dans un article pour The National, il écrit que son parti devait «faire face» à la réalité selon laquelle l'Écosse quitterait l'Union européenne, et plaide pour une vision alternative de l'indépendance écossaise qui impliquait une rentrée «graduée». à l'Union européenne de "l' EEE, puis à l'AELE puis à une adhésion totale à l'UE", soulignant que la dernière étape de la réintégration dans l'UE ne devrait se faire qu'avec le "plein consentement d'un Parlement écossais indépendant" . 

## Discographie

### Singles
Kingfishers Catch Fire
- EP "Radio Kampala": sur les titres "Bella" / "Battle Scars", EP vinyle 12 ", 1986 Furry / Rough Trade" Bella "/" Battle Scars ", EP vinyle 12", 1986 Furry / Rough Trade

Runrig
- Alba / Worker for the Wind (1987), Chrysalis Records
- Protect and Survive (1988), Chrysalis Records
- "News from Heaven" (1989), Chrysalis Records
- "Every River"	(1989), Chrysalis Records
- "Wonderful"(1993), Chrysalis Records
- "The Greatest Flame" (1993), Chrysalis Records
- "This Time of Year" (1994), Chrysalis Records
- "An Ubhal as Àirde" (1995), Chrysalis Records
- "Things That Are" (1995), Chrysalis Records
- "Rhythm of My Heart"	(1996, Cover of Rod Stewart song), Chrysalis Records
- "The Greatest Flame (1996 Remix)", Chrysalis Records
- "The Message"	(1999), Chrysalis Records
- "Maymorning" (1999), Chrysalis Records
- "This Is Not a Love Song" (1999), Chrysalis Records
- "Book of Golden Stories" (2001), Chrysalis Records
- "Loch Lomond (Hampden Remix)" (2007, avec Tartan Army), Chrysalis Records

MP4
- You Can't Always Get What You Want (2016) Chrysalis Records (morceau sorti sous le titre d'artiste 'The Friends of Jo Cox' et présente MP4 avec d'autres artistes)

### Albums studio
Runrig
| An   | Album                   | Positions du graphique de crête | Positions du graphique de crête | Positions du graphique de crête | Certification  | Remarques                                                              |
| An   | Album                   | Royaume-Uni                     | TANIÈRE                         | GER                             | Certification  | Remarques                                                              |
| ---- | ----------------------- | ------------------------------- | ------------------------------- | ------------------------------- | -------------- | ---------------------------------------------------------------------- |
| 1987 | The Cutter and the Clan | 45                              | -                               | -                               | - BPI : Argent | Sortie originale de 1987 sur Ridge Records; réédité sur Chrysalis 1988 |
| 1989 | Searchlight             | 11                              | -                               | -                               | - BPI: Or      |                                                                        |
| 1991 | The Big Wheel           | 4                               | -                               | -                               | - BPI: Or      |                                                                        |
| 1993 | Amazing Things          | 2                               | -                               | 47                              | - BPI: Argent  |                                                                        |
| 1995 | Mara                    | 24                              | -                               | 81                              | - BPI: Argent  |                                                                        |
| 1999 | In Search of Angels     | 29                              | -                               | 26                              |                |                                                                        |
| 2001 | The Stamping Ground     | 64                              | 33                              | 20                              |                |                                                                        |

MP4
- EP Musique House (2005) Busy Bee Records
- Cross Party (2010) Registres de revolver
- Enregistrements de revolver MP4 - EP5 (2018)

### Albums live
Runrig
| An   | Album                               | Positions de pointe | Positions de pointe | Positions de pointe | Certification | Remarques |
| An   | Album                               | Royaume-Uni         | TANIÈRE             | GER                 | Certification | Remarques |
| ---- | ----------------------------------- | ------------------- | ------------------- | ------------------- | ------------- | --------- |
| 1988 | Une fois dans une vie               | 61                  | -                   | -                   | - BPI : Or    |           |
| 1994 | Transmission en direct              | 41                  | -                   | 67                  |               |           |
| 2000 | En direct à Celtic Connections 2000 | 168                 | -                   | 48                  |               |           |

### Compilations
Big Country
- And in the Beginning [18]

Runrig
- Alba - The Best of Runrig
- Long Distance – The Best of Runrig'
- The Gaelic Collection  (1998)
- Beat The Drum (1998)
- 30 Year Journey – The Best (2005)
- 50 Great Songs
- Stepping Down The Glory Road - The Chrysalis Years
- Rarities